# Терпинилацетат
Терпинилацетат — органическое вещество фенольного ряда, ацетат n-1-ментен-8-ола. 

## Свойства
Бесцветная жидкость с цветочным запахом. Растворим в этаноле; плохо растворим в воде.

## Нахождение в природе
Содержится более чем в 40 эфирных маслах. В кардамоновом его доля достигает 45%.

## Получение
Промышленный способ получения состоит в ацетилировании терпинеола уксусным ангидридом при температуре 26—28 °С и в присутствии катализатора, серной кислоты:
|                   |                                  |  | 26—28 °C, H2SO4 |
| {\displaystyle +} | {\displaystyle \longrightarrow } |  |                 |
|                   |                                  |  |                 |

## Применение
Используется как компонент парфюмерных композиций и отдушек для мыла.